# 拉沙佩勒 (索姆省)
拉沙佩勒（法語：Lachapelle，法語發音：[laʃapɛl]）是法国大東部大區索姆省的一个市镇，属于亚眠区。

## 地理
拉沙佩勒（49°45'55"N, 1°57'26"E）面积2.51 平方千米，位于法国上法蘭西大區索姆省，该省份为法国北部沿海省份，北起加来海峡省和北部省，西接滨海塞纳省和大西洋英吉利海峡，南至瓦兹省，东临埃纳省。
与拉沙佩勒接壤的市镇（或旧市镇、城区）包括：埃普莱西耶、埃凯讷-埃拉姆库尔、皮卡第地区普瓦、索尔舒瓦苏普瓦。

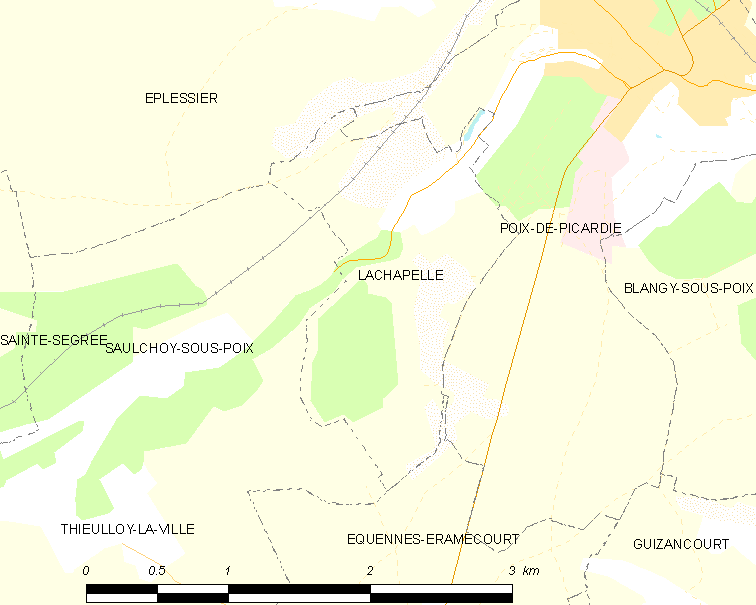
的OSM定位图

拉沙佩勒的时区为UTC+01:00、UTC+02:00（夏令时）。

## 行政
拉沙佩勒的邮政编码为80290，INSEE市镇编码为80455。

## 政治
拉沙佩勒所属的省级选区为皮卡第地区普瓦县。

## 人口

1962-2008年间人口变化图示

拉沙佩勒于2022年1月1日时的人口数量为89人。